# Ланггор, Руд
Руд Иммануэль Ланггор (дат. Rud Immanuel Langgaard) — датский композитор и органист, представитель позднего романтизма.

## Биография
Руд Ланггор родился в Копенгагене в семье пианиста и композитора Зигфрида Ланггора и его жены Эммы, также пианистки. Начал учиться игре на фортепиано в пять лет и уже в детстве начал сочинять музыку. С десяти лет учился играть на органе. Первые его произведения были опубликованы, когда Ланггору было тринадцать. В 1913 году Первую симфонию 20-летнего композитора «Горные пасторали» (дат. Klippepastoraler) исполнил Берлинский филармонический оркестр.
В 1914 году скончался его отец; к этому же году относится дебют Ланггора как дирижёра в Копенгагене. Датская критика была настроена к композитору враждебно. Он не мог найти постоянной работы и иногда подрабатывал как органист. В 1927 году скончалась его мать; тогда же Ланггор женился на Констанции Тетенс (1891—1969), которая работала у них в доме: мать композитора попросила Констанцию присматривать за непрактичным сыном. Только в 1940 году Ланггору удалось получить постоянную работу — органиста в Кафедральном соборе Рибе. Написанная в Рибе в 1942 году Симфония № 9 «У города королевы Дагмар» (дат. Fra Dronning Dagmars By) неоднократно исполнялась по радио при жизни композитора. Но настоящее признание пришло к Ланггору только после кончины.

## Музыка
Стиль музыки Ланггора обычно определяют как «поздний романтизм». Ланггор находился под влиянием Рихарда Вагнера и Рихарда Штрауса. Многим он также был обязан датскому композитору Нильсу Гаде. Одним из наиболее известных сочинений Ланггора является симфоническая «Музыка сфер», исполнявшаяся несколько раз в начале 1920-х годов, а затем забытая и открытая снова только в конце 1960-х годов.
Ланггор является автором шестнадцати симфоний. Симфонии Ланггора различны как по объёму, так и по стилю. Первая, «Горные пасторали» — это традиционная программная симфония в пяти частях в духе «Фантастической симфонии» Берлиоза: это светлое и оптимистическое произведение. Затем Ланггор начинает экспериментировать с формой и стилем; в его творчестве появляются ноты тоски и пессимизма. Одиннадцатая симфония — «Иксион» длится только шесть минут; её основная тема выражает безвыходность и отчаяние непонятного художника, прикованного, подобно мифическому Иксиону, к колесу своего творчества. Ланггору принадлежит также ряд работ для органа, в том числе «Messis (Høstens Tid)» («Время жатвы») и опера «Антихрист», которая включена в Датский культурный канон.